# Urał Jekaterynburg
Futbolnyj Kłub „Urał” (ros. Футбольный клуб «Урал») – rosyjski klub piłkarski z siedzibą w Jekaterynburgu; reprezentuje cały obwód swierdłowski.

## Historia
Nazwy:
- 1930—1932: Drużyna Urałmaszstroja Swierdłowsk (команда «Уралмашстроя» Свердловск)
- 1933—1946: Drużyna Urałmaszzawoda Swierdłowsk (команда «Уралмашзавода» Свердловск)
- 1947—1957: Awangard Swierdłowsk («Авангард» Свердловск)
- 1958—1959: Maszynostroitiel Swierdłowsk («Машиностроитель» Свердловск)
- 1960—1991: Urałmasz Swierdłowsk («Уралмаш» Свердловск)
- 1991—2002: Urałmasz Jekaterynburg («Уралмаш» Екатеринбург)
- 2003—...: Urał Jekaterynburg («Урал» Екатеринбург)

Piłkarska drużyna Urałmaszstroja została założona w 1930 w Swierdłowsku (tak w latach 1924–1991 nazywało się miasto Jekaterynburg). W 1935 drużyna zdobyła mistrzostwo swojego miasta. 
W 1945 zespół debiutował w rozgrywkach Drugiej Grupy Mistrzostw ZSRR.
W 1968 już jako Urałmasz Swierdłowsk w turnieju finałowym zajął pierwsze miejsce i zdobył awans do Pierwszej Grupy A, jednak po jednym sezonie spadł z powrotem. Również w latach 1973, 1976, 1981-1990 występował w Drugiej Lidze Mistrzostw ZSRR.
W Mistrzostwach Rosji klub startował w Wyższej Lidze. W 1996 zajął 16 miejsce i spadł do Pierwszej Dywizji, a w następnym 1997 do Drugiej Dywizji. W Drugiej Dywizji występował do 2004, z wyjątkiem 2003, kiedy to awansował do Pierwszej Dywizji, wtedy też klub zmienił nazwę na Urał Jekaterynburg.
Od 2005 do 2013 r. klub występował w Pierwszej Dywizji.
Od sezonu 2013/14 klub występuje w Priemjer-Lidze.

## Sukcesy
| \| \| Zdobyte trofea w rozgrywkach Rosji (stan na: 2019-05-24) \| |                                                          |      |            |
| Rozgrywki                                                         | Osiągnięcie                                              | Razy | Sezon(y)   |
| · Mistrzostwo                                                     | I miejsce                                                | -    |            |
| · Mistrzostwo                                                     | II miejsce                                               | -    |            |
| · Mistrzostwo                                                     | III miejsce                                              | -    |            |
| · Puchar                                                          | zdobywca                                                 | -    |            |
| · Puchar                                                          | finalista                                                | 2    | 2017, 2019 |
| II liga                                                           | I miejsce                                                | 1    | 2013       |
| II liga                                                           | II miejsce                                               | -    |            |
| II liga                                                           | III miejsce                                              | 1    | 2006       |
| Rosja                                                             | Zdobyte trofea w rozgrywkach Rosji (stan na: 2019-05-24) |      |            |

## Obecny skład
Stan na 4 stycznia 2022
| Nr | Poz. | Piłkarz                                       |
| -- | ---- | --------------------------------------------- |
| 1  | BR   | Ilja Pomazun (wypożyczony z CSKA Moskwa)      |
| 3  | OB   | Leo Gogliczidze (wypożyczony z FK Krasnodaru) |
| 4  | OB   | Władimir Rykow                                |
| 5  | PO   | Andriej Jegoryczew                            |
| 6  | PO   | Rafał Augustyniak                             |
| 8  | PO   | Roman Jemieljanow                             |
| 9  | NA   | Michaił Agiejew                               |
| 10 | PO   | Eric Bicfalvi                                 |
| 11 | PO   | Ramazan Gadżymuradow                          |
| 13 | BR   | Dmitrij Łandakow                              |
| 14 | PO   | Jurij Żeleznow                                |
| 15 | OB   | Denys Kułakow (c)                             |
| 17 | NA   | Ylldren Ibrahimaj                             |
| 18 | PO   | Branko Jovičić                                |

| Nr | Poz. | Piłkarz                                     |
| -- | ---- | ------------------------------------------- |
| 19 | PO   | Danijel Miškić                              |
| 20 | NA   | Andriej Paniukow                            |
| 21 | PO   | Wiaczesław Podbieriozkin                    |
| 24 | PO   | Kiriłł Kolesniczenko                        |
| 25 | OB   | Iwan Kuzmiczow                              |
| 29 | OB   | Artiom Mamin                                |
| 30 | PO   | Aleksiej Jewsiejew                          |
| 31 | BR   | Jarosław Godziur                            |
| 34 | PO   | Luka Gagnidze (wypożyczony z Dinama Moskwa) |
| 55 | NA   | Artiom Maksimienko                          |
| 93 | OB   | Aleksiej Gierasimow                         |
| 95 | OB   | Arsien Adamow                               |
|    | OB   | Dominik Dinga                               |

### Piłkarze na wypożyczeniu
Stan na 4 stycznia 2022
| Nr | Poz. | Piłkarz                                                          |
| -- | ---- | ---------------------------------------------------------------- |
| –  | BR   | Ołeh Bakłow (w KAMAZ-ie Nabierieżnyje Czełny do 31 grudnia 2022) |
| –  | PO   | Jurij Bawin (w Rotorze Wołgograd do 30 czerwca 2022)             |

| Nr | Poz. | Piłkarz                                                  |
| -- | ---- | -------------------------------------------------------- |
| –  | NA   | Artiom Jusupow (w Wołgarze Astrachań do 30 czerwca 2022) |
| –  | OB   | Isłamżan Nasyrow (w FK Tiumeń do 30 czerwca 2022)        |

## Europejskie puchary
Legenda do wszystkich tabel:
- Q – runda eliminacyjna, 1/16, 1/8, 1/4, 1/2 – odpowiednia faza rozgrywek, Grupa – runda grupowa, 1r gr – pierwsza runda grupowa, 2r gr – druga runda grupowa, F – finał, R – runda, PO – play-off
- k. – rzuty karne, los. – losowanie, Dogr. – dogrywka, w. – zasada bramek strzelonych na wyjeździe

| Sezon | Rozgrywki        | Runda    | Przeciwnik    | Dom | Wyjazd | Ogólnie    |
| ----- | ---------------- | -------- | ------------- | --- | ------ | ---------- |
| 1996  | Puchar Intertoto | Grupa 11 | CSKA Sofia    | 2–1 |        | 1. miejsce |
| 1996  | Puchar Intertoto | Grupa 11 | Hibernians    |     | 2–1    | 1. miejsce |
| 1996  | Puchar Intertoto | Grupa 11 | Kocaelispor   | 2–0 |        | 1. miejsce |
| 1996  | Puchar Intertoto | Grupa 11 | RC Strasbourg |     | 1–1    | 1. miejsce |
| 1996  | Puchar Intertoto | 1/2      | Silkeborg IF  | 1–2 | 1–0    | 2–2, w.    |